# مايكي فوس
مايكي فوس (بالهولندية: Maaike Vos)‏ هي متزلجة هولندية، ولدت في 27 مايو 1985 في هوخازاند-سابامير في هولندا.

## وصلات خارجية
- مايكي فوس على موقع SpeedSkatingBase.eu (الإنجليزية)
- مايكي فوس على موقع SpeedSkatingNews.info (الإنجليزية)
- مايكي فوس على موقع ShortTrackOnLine.info (الإنجليزية)
- مايكي فوس على موقع اللجنة الأولمبية الدولية (الإنجليزية)
- مايكي فوس على موقع أوليمبيديا (الإنجليزية)